# Emil Klöti

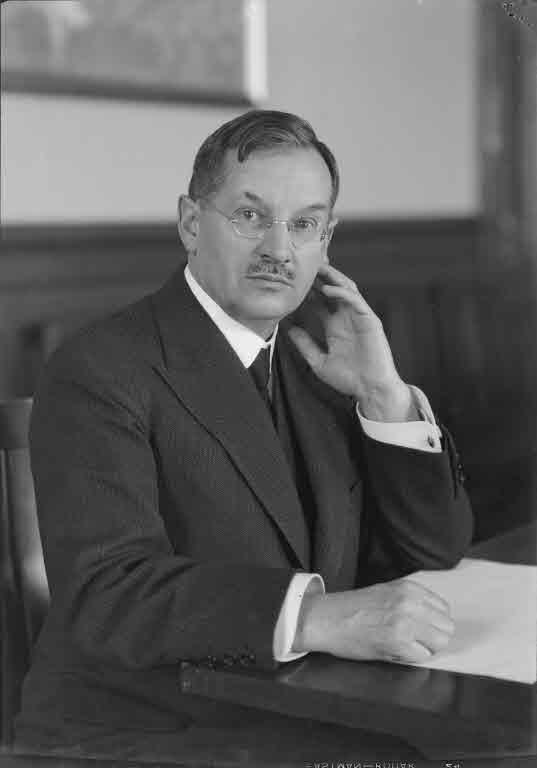
Ständerat Emil Klöti (ca. 1930)

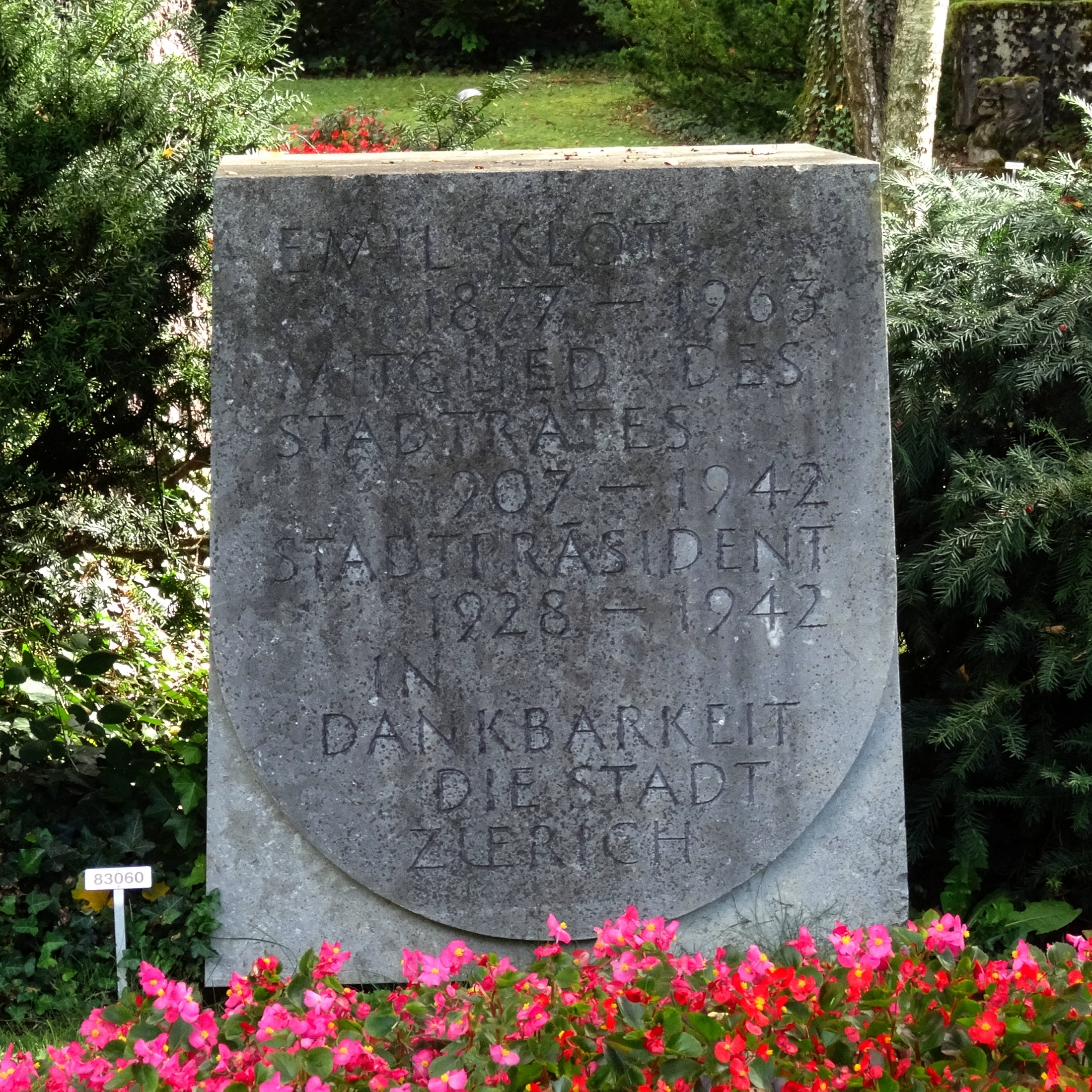
Grab, Friedhof Enzenbühl, Zürich

Emil Klöti (1928/29)

Emil Klöti (* 17. Oktober 1877 in Töss [heute Stadtkreis von Winterthur], Kanton Zürich; † 30. September 1963 in Zürich) war Stadtpräsident von Zürich sowie Kantons-, National- und Ständerat.

## Biografie
Emil Klöti kam als Sohn des Lehrers Konrad Klöti und seiner Ehefrau Elisabeth (geb. Baumgartner) am 17. Oktober 1877 auf die Welt. Er studierte Volkswirtschaft an der Universität Zürich. 1902 trat er der Sozialdemokratischen Partei der Schweiz bei. Klöti war Mitglied des VPOD und von 1928 bis 1942 Stadtpräsident von Zürich. Er drängte den bisherigen demokratischen Stadtpräsidenten Hans Nägeli (1865–1945) aus dem Amt: Ein Rotes Zürich wurde Realität.
Auf eidgenössischer Ebene sass er von 1919 bis 1930 im Nationalrat, den er 1921/22 als erster SP-Nationalrat präsidierte, und von 1930 bis 1955 im Ständerat. Im Weiteren amtete er von 1921 bis 1963 als Ersatzrichter des Kassationsgerichts und des Bundesgerichts von 1921 bis 1948. Als Verfechter der Proporzwahl entwarf er 1919 ein entsprechendes Bundesgesetz. Er scheiterte 1929 und 1938 bei der Wahl zum Bundesrat.
Emil Klöti gehörte dem rechten Flügel der SP an. Er setzte sich besonders für den genossenschaftlichen Wohnungsbau ein. Klöti war eine der treibenden Kräfte der Zürcher Eingemeindung von 1934 und setzte in der Wirtschaftskrise Lohnkürzungen bei Beamten und Steuererhöhungen durch.
Seine Verdienste um die Landi führten 1939 zur Verleihung des Ehrendoktortitels der Universität Zürich. Klöti hatte sich seit Jahren für den Standort Zürich für die Landesausstellung eingesetzt, sah sich jedoch Misstrauen und Feindseligkeiten gegenüber dem von ihm regierten Roten Zürich ausgesetzt. Darauf trat er seinen Sitz im Initiativkomitee an einen Vertreter der Bauernpartei ab, womit er die Unterstützung der bäuerlichen Seite gewann. 1940 gehörte er zu den Gründern der Aktion nationaler Widerstand.
Emil Klöti fand auf dem Friedhof Enzenbühl seine letzte Ruhestätte. In der Stadt Zürich und an seinem Geburtsort in Winterthur-Töss sind Strassen nach ihm benannt.

## Nachlass
- Nachlass im Stadtarchiv Zürich (69 Schachteln)

## Werke
- Die Proportionalwahl in der Schweiz, Geschichte, Darstellung und Kritik. In: Zeitschrift für schweizerische Statistik, 1901, S. 157–310 und als Separatdruck, Bern 1901, 480 S. Gleichzeitig Diss. Staatsw. Univ. Zürich.